# Lambertz Open by STAWAG 2001
Il Lambertz Open by STAWAG 2001 è stato un torneo di tennis facente parte della categoria ATP Challenger Series nell'ambito dell'ATP Challenger Series 2001. Il torneo si è giocato a Aquisgrana in Germania dal 29 ottobre al 4 novembre 2001 su campi in sintetico indoor.

## Vincitori

### Singolare
Alexander Popp ha battuto in finale  Axel Pretzsch con il punteggio di 6–3, 1–6, 6–2

### Doppio
Julian Knowle /  Michael Kohlmann hanno battuto in finale  Marc-Kevin Goellner /  Marcos Ondruska con il punteggio di 6–3, 7–6(4)